# SMS (film)
Pour les articles homonymes, voir SMS.
Pour plus de détails, voir Fiche technique et Distribution.
SMS est une comédie française réalisée par Gabriel Julien-Laferrière, d'après le roman homonyme de Laurent Bénégui, sortie en 2014.

## Synopsis
Comment Laurent Demange se retrouve-t-il pendu par les pieds le long d'une falaise bretonne ?
Un matin pluvieux, le toit de sa maison s'est effondré, il se fait voler son téléphone portable juste après avoir reçu un texto lui apprenant que sa femme le trompe. Il perd la trace de son fils en courant après le voleur. De retour chez lui, il découvre sa maison en feu et dans le même temps, la banque de son entreprise lui apprend qu'il est face à un trou vertigineux. À la recherche de son téléphone grâce à une ex travaillant chez un opérateur, il se retrouve face à un mystérieux groupe terroriste luttant contre les ondes électromagnétiques. Ce groupe séquestre un otage dans sa maison bretonne. Laurent va devoir lutter pour prouver son innocence mais également pour récupérer son fils.

## Fiche technique
- Titre original : SMS
- Réalisation : Gabriel Julien-Laferrière
- Scénario : Laurent Bénégui et Gabriel Julien-Laferrière
- Costumes : Marie-Laure Lasson
- Photographie : Axel Cosnefroy
- Supervision musicale : Emmanuel Ferrier (Creaminal)
- Montage : Stéphan Couturier
- Production : Alain Attal
- Société de production : Les Productions du Trésor; en association avec les SOFICA Cinémage 9, Indéfilms 2, Cofinova 10
- Société de distribution : Warner Bros. France
- Pays d'origine :  France
- Langue originale : français
- Format : couleur
- Genre : comédie
- Durée : 84 minutes [1]
- Budget: 7 932 355 euros [1]
- Box-office  France : 293 089 entrées [1]
- Date de sortie :
  -  France : 20 août 2014

## Distribution
- Guillaume de Tonquédec : Laurent Demange
- Anne Marivin : Nathalie, la femme de Laurent
- Franck Dubosc : Vincent Demange, le frère écologiste
- Géraldine Pailhas : Stéphane, l'ex de Laurent
- Julien Boisselier : Simon Bartelli
- Philippe Lefebvre : Sampieri, l'otage
- Timothé Vom Dorp : Milo, le fils de Laurent
- Naidra Ayadi : Leila, la collègue de bureau de Laurent
- Oleg Kupchik : Fedor, le maçon
- Vinciane Millereau : Mme Liquasse
- Côme Levin : Kevin
- Raphaël Boshart : le délinquant qui vole le téléphone
- Eriq Ebouaney : un inspecteur
- Philippe Uchan : un inspecteur
- Stéphane Soo Mongo
- Delphine Rollin